# Douze études pour guitare
 (novembre 2022).
Si vous disposez d'ouvrages ou d'articles de référence ou si vous connaissez des sites web de qualité traitant du thème abordé ici, merci de compléter l'article en donnant les références utiles à sa vérifiabilité et en les liant à la section « Notes et références ».
Les Douze études pour guitare du compositeur brésilien Heitor Villa-Lobos ont été composées à Paris en 1929. Elles avaient été commandées par son ami et virtuose de la guitare classique : Andrés Segovia.

## La genèse
Les guitaristes au début du XXe siècle n'avaient pas la virtuosité des autres instrumentistes. Une faible place était accordée à l'instrument par les compositeurs du XIXe siècle. Guitariste renommé, Segovia fit appel à de nombreux compositeurs de son époque pour enrichir le répertoire, dont Heitor Villa-Lobos. Villa-Lobos savait jouer de nombreux instruments, dont la guitare. Il utilisa les caractéristiques principales de  la guitare, y compris ses points faibles, pour la mettre en valeur.

## 12 études (1929)
- n° 1, Allegro non troppo, Lento
- n° 2, Allegro
- n° 3, Allegro moderato
- n° 4, Un peu modéré
- n° 5, Andantino
- n° 6, Poco allegro
- n° 7, Très animé
- n° 8, Modéré
- n° 9, Très peu animé
- n° 10, Très animé
- n° 11, Lent–Animé–Lent
- n° 12, Animé.

## L'impact
Ces études comptent aujourd'hui parmi les œuvres les plus populaires de Villa-Lobos. Elles ont une place centrale dans le répertoire de la guitare classique. La technique imposée fait de ces pièces un passage obligé pour tout étudiant. Elles pourraient être comparées aux études de Chopin et de Liszt.